# 아로저 바이스호른

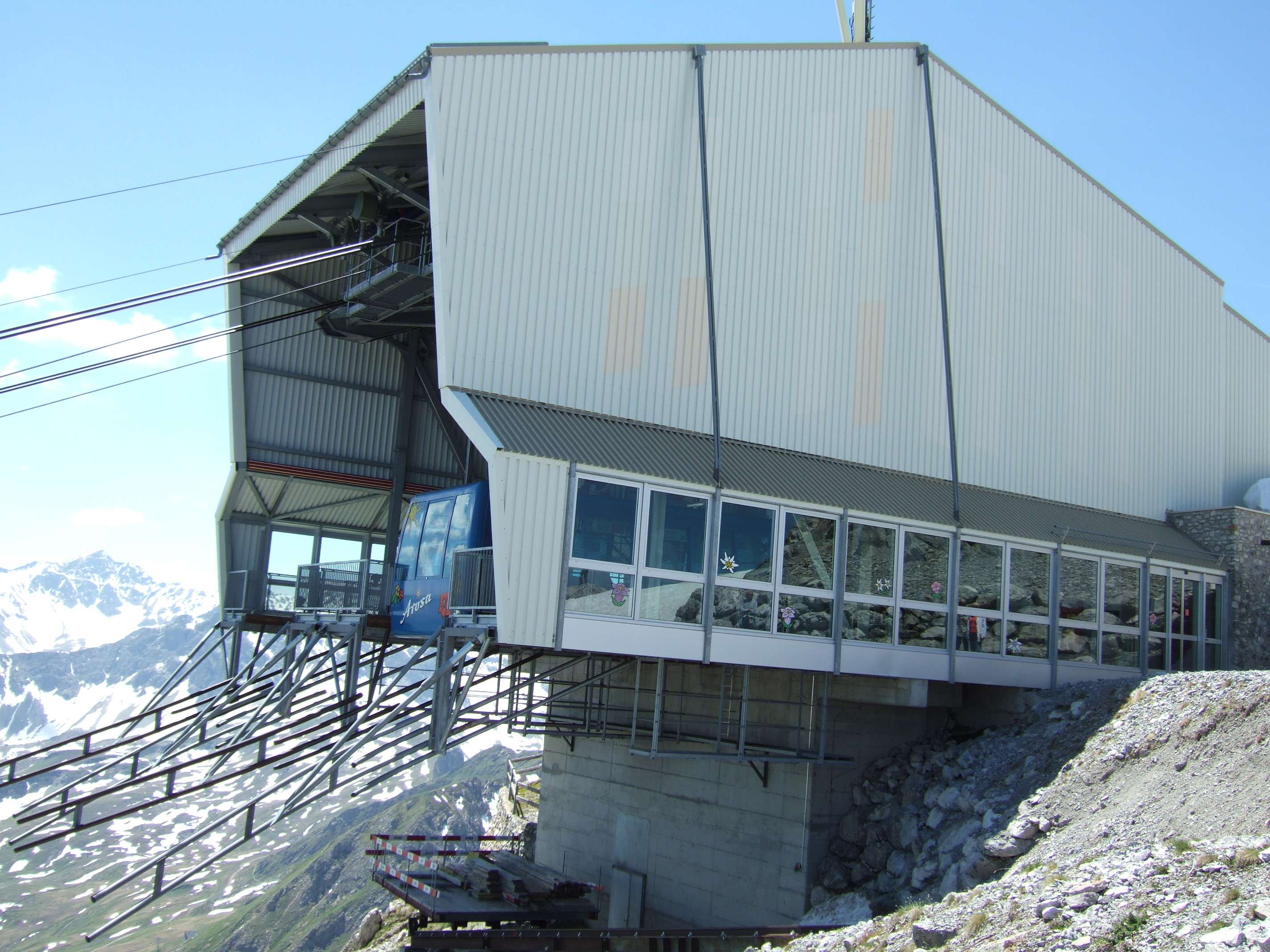
정상 부근의 케이블카 정상역

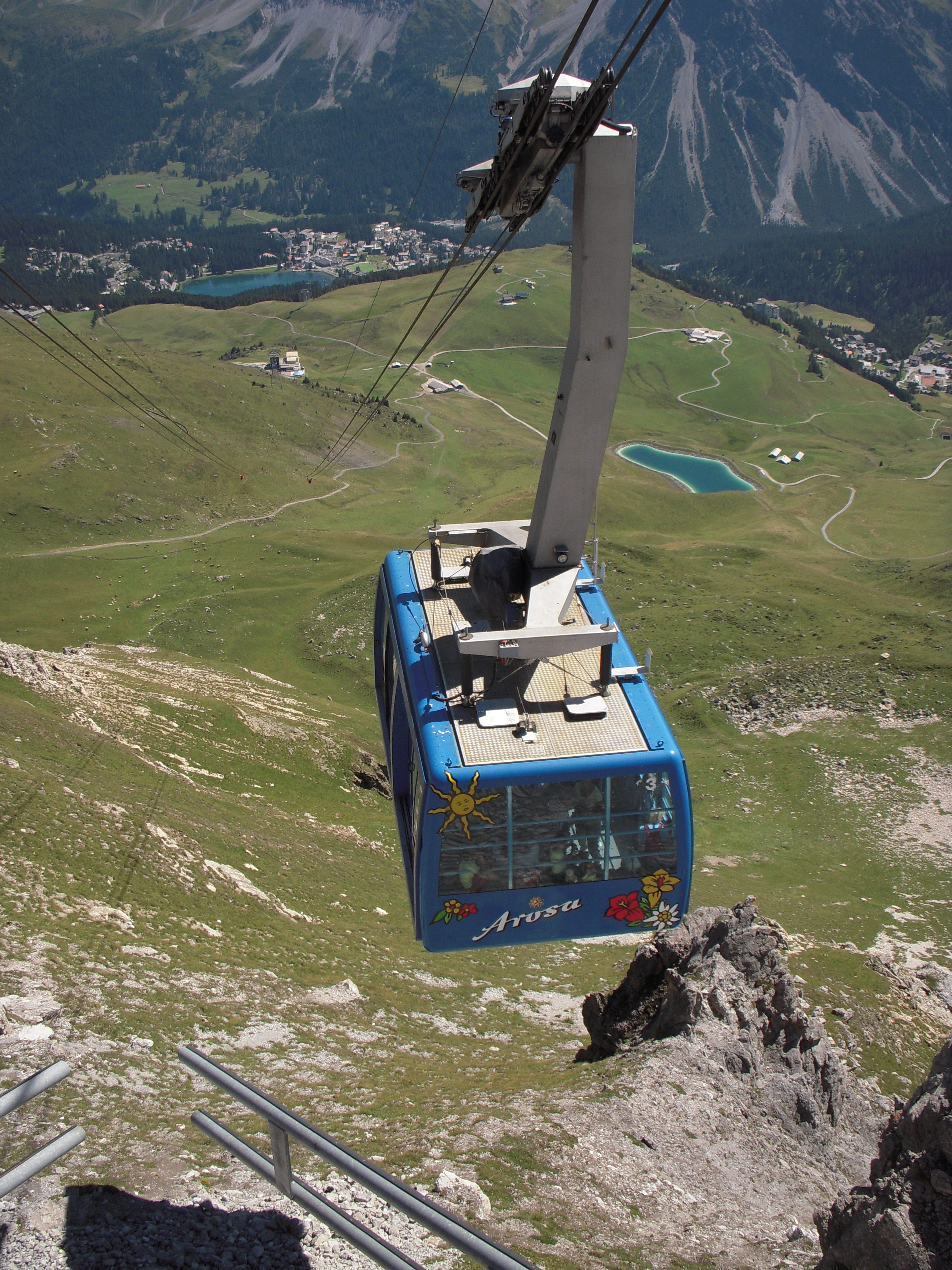
정상에서 본 아로사

아로저 바이스호른(Aroser Weisshorn)은 스위스 그라우뷘덴주의 아로자가 내려다보이는 해발 2653.2m 플레수어 알프스의 산이다.
2단계 케이블카는 산 정상과 아로자 마을 및 리조트를 연결한다. 하부역은 아로자역 근처에 있다.